# Kamen Hadzsiev
Kamen Galabov Hadzsiev (bolgár nyelven: Камен Гълъбов Хаджиев) (Kocsan, 1991. szeptember 22. –) bolgár válogatott labdarúgó, a Dunav Rusze játékosa.

## Pályafutása

### Klubcsapatokban
A bolgár Rodopa Szmoljan és a német Wattenscheid 09, valamint a szintén német Schalke 04 korosztályos csapataiban nevelkedett. 2007. május 19-én mutatkozott be a Rodopa Szmoljan első csapatában a CSZKA Szofija ellen, 15 évesen és 8 hónaposan. 2010 júliusában aláírt a Pirin Goce Delcsev és a hónap végén mutatkozott be a Botev Krivodol ellen. Szeptember 18-án megszerezte első gólját a Szportiszt Szvoge elleni bajnokin.
2011 decemberében a Minyor Pernik csapatába igazolt. A 2014–15-ös szezont a Lokomotiv Szofija csapatában töltötte, majd a következőt a német VfB Oldenburgnál. A 2016–17-es szezonban a holland Fortuna Sittard játékosa volt és 32 bajnoki mérkőzésen lépett pályára, ezeken a találkozókon 2 gólt szerzett. 2017. július 1-jén aláírt a Beroe Sztara Zagora csapatához. 2019. január 14-én a Puskás Akadémia hivatalos honlapján jelentette be, hogy két és fél évre szerződtették Hadzsievet. A bolgár játékos a 2020–2021-es idény végéig volt a klub játékosa, ez idő alatt 56 tétmérkőzésen kapott lehetőséget, gólt nem szerzett. Miután utolsó Felcsúton töltött idényében mindössze hat NB I-es bajnokin kapott szerepet, szerződése lejártával visszatért a Beroe Sztara Zagorához.

### A válogatottban
2018. március 23-án a kispadon kapott lehetőséget a bolgár labdarúgó-válogatottban a bosnyák válogatott elleni barátságos mérkőzésen. 2019. október 14-én mutatkozott be a bolgár válogatottban egy Anglia elleni Európa-bajnoki selejtező mérkőzésen.

#### Mérkőzései a bolgár válogatottban
| #  | Dátum             | Ellenfél | Eredmény | Kiírás       | Esemény |
| -- | ----------------- | -------- | -------- | ------------ | ------- |
| 1. | 2019. október 14. | Anglia   | 0 – 6    | Eb-selejtező |         |